# Sansone (film 2010)
Sansone (Marmaduke) è un film del 2010 diretto da Tom Dey, adattamento cinematografico dell'omonimo fumetto creato da Brad Anderson.
La storia del film ruota intorno all'alano Sansone, che con i suoi padroni, la famiglia Winslow, e l'amico balinese Carlos, si trasferisce dal Kansas alla California, dove vivrà nuove e rocambolesche avventure.

## Trama
Sansone è un giocoso, enorme alano, ma siccome è anche molto goffo, tutti lo prendono in giro. Lascia il triste sobborgo del Kansas con la famiglia Winslow e il gatto di casa Carlos, perché il suo proprietario Phil Winslow lavora per il cibo biologico per cani Bark e dovrebbe iniziare una campagna pubblicitaria su larga scala nella soleggiata California. Il capo di Phil, Don Twombly, è anche un appassionato amante dei cani e sposta la maggior parte degli appuntamenti di lavoro al parco per cani. Lì Sansone incontra il bellissimo cane Collie di nome Isabelle, ma anche il suo amico Bosco, un Beauceron prepotente e violento con due pinscher in miniatura come entourage di nome Lampo e Tuono. Bosco sfida Sansone, ma lui non vuole combattere.
Successivamente incontra Milly, una cagnolina Australian Shepherd, che gradualmente si innamora di Sansone. Incontra anche Giuseppe, un cane crestato cinese che ha paura di tutto, e Raisin, un bassotto molto intelligente ma estremamente piccolo. Di notte si ritrovano, vanno alla festa di Bosco's Purebred Only e la rovinano accidentalmente quando li spaventa. Sansone chiede quindi a Milly di dargli consigli su come rimorchiare una certa ragazza, supponendo che stesse parlando di lei quando in realtà intendeva Isabelle.
Sansone vuole fare colpo nel parco per cani, e così mette in scena una finta lotta con il gatto Carlos. Poco dopo deve davvero sopportare il suo "cane" quando il suo maestro iscrive Sansone alla gara di dog surf a favore della campagna pubblicitaria Petco e deve accedere alla sfida decisiva contro Bosco, il campione in carica, tra tutti. Quando viene incoronato vincitore, nessuno è più sorpreso di lui, ma Bosco è fuori controllo. Vengono coinvolti in una rissa che fa inorridire i dirigenti di Petco.
Per rimediare alla bancarotta, Phil Winslow deve dedicarsi ancora di più al lavoro e trascorre il fine settimana con la moglie e i figli sulla barca del suo capo. Sansone usa la cabina senza tempeste e organizza una festa selvaggia per segnare ancora di più a Isabelle. Lì appare anche Bosco, riconosce Carlos e quindi la frode del coraggioso domatore di gatti. Tutti non vogliono più avere niente a che fare con Sansone, rimane solo nella casa distrutta.
Quando Phil scopre la devastazione, mette il suo cane fuori dalla porta per una notte. Sansone pensa di aver perso tutto e scappa. Lontano fuori di casa incontra il presunto pericoloso Chupadogra, un mastino che si dice abbia ucciso il suo proprietario; ma è solo un randagio solitario a cui non resta altro che una coperta e la sua vecchia ciotola con l'etichetta "Buster". Convince Sansone a non rischiare tutto, ma a tornare dalla sua famiglia, quando vengono sorpresi da un accalappiacani. In fuga, non solo perde Buster, ma anche il suo orientamento, quindi non conosce più la strada di casa.
Quando Phil scopre che il suo cane è scappato quella mattina, deve decidere se cogliere la sua ultima possibilità al Petco o combattere per tutti i membri della sua famiglia. Quindi l'intera famiglia Winslow va a cercarlo, e anche Milly pensa di doverlo aiutare. Lo trovano nello stesso momento in cui all'improvviso il suolo della strada si frantuma sotto Milly e lei cade nel canale sotterraneo dell'acqua piovana. Sansone salta dietro di loro, anche i vigili del fuoco iniziano un'operazione di salvataggio, ma possono solo legare Milly, Sansone, invece, viene spazzato via dall'acqua impetuosa. Phil è pronto a tutto, corre verso l'uscita della rete fognaria e salta nell'inondazione, in cui Sansone rischia di annegare. Questa acrobazia clamorosa viene filmata da alcuni bambini con la fotocamera del cellulare e viene pubblicata su YouTube, quindi sarà presto celebrato come un grande eroe e viene salvato anche il contratto pubblicitario.
Il mondo di Sansone è di nuovo a posto; Non solo Milly non è più arrabbiata con lui, ma anche gli altri cani del dog park ignorano Bosco e le sue “leggi razziali” e scuotono le gambe per il finale.

## Accoglienza
Il film è stato proiettato negli Stati Uniti d'America il 4 giugno 2010 e distribuito in Italia a partire dal 13 agosto dello stesso anno. Nella versione originale Sansone è doppiato da Owen Wilson mentre nell'edizione italiana è Pupo a prestargli la voce (dopo che Pupo aveva doppiato anche Hammy lo scoiattolo nel film della DreamWorks La gang del bosco). Il film è stato candidato ai Razzie Awards 2010 nella sezione Peggior attore non protagonista per George Lopez.